# Colonna santa
La Colonna Santa es un pilar exento venerado antiguamente como reliquia, conservado como en la Basílica de San Pedro del Vaticano en Roma.

## Historia
La columna data de finales del siglo II o principios del III. Junto con otras once columnas formaba la conocida como pérgola en el presbiterio desde finales del siglo VI. En el siglo XII, Petrus Mallius consideraba que estas columnas formaron parte del Templo de Jerusalén y anteriormente del templo de Apolo en Troya.
Hacia finales del siglo XII y durante el siglo XIII se constituyó una tradición según la cual una de estas columnas (en concreto la situada en el punto noreste de la pérgola era aquella en que Jesucristo se apoyaba durante sus prédicas al pueblo judío. Se atribuyeron a la columna poderes de sanación en especial para las personas poseídas. Por este último motivo se conocía también bajo el nombre de colonna degli spiritati.

En 1438, el cardenal Giordano Orsini la rodeó de una barandilla de piedra decorada con motivos heráldicos y una alta reja. La barandilla de piedra específicaba en una inscripción el pretendido origen salomónico de la columna:
de Salomonis templo
En 1513 la columna se separó de la pérgola del presbiterio de la basílica y se trasladó a distintos lugares de la basílica antigua.
Los estudios arqueológicos alrededor de la Colonna Santa se iniciaron a finales del siglo XIX, especialmente con motivo de su traslación desde una capilla al sur de la capilla de la Piedad en la basílica vaticana, a la propia capilla de la Piedad en 1888.

## Descripción
La columna está formada por un bloque de mármol blanco traslúcido.Tiene una altura de 4,74 metros. Es de orden salomónico, con un fuste decorado con viñas y capitel compuesto. Por su decoración con viñas se la denomina columna vitínea.
En la antigua basílica de San Pedro se encontraba en el lado derecho de la primera nave lateral derecha, a la altura del crucero, según describe el plano de Tiberio Alfarano. En la nueva basílica se alojó primero en una capilla al sur de la capilla de la Piedad, siendo trasladada finalmente a esta última.
En la actualidad se encuentra conservada en el Museo del Tesoro de la Basílica.

### Individuales
1. ↑  Jäggi, Carola (2016). «Cathedra Petri und Colonna Santa in St. Peter zu Rom». Erzeugung und Zerstörung von Sakralität zwischen Antike und Mittelalter: Beiträge der internationalen Tagung in München vom 20.–21.10.2015 (en alemán). doi:10.11588/PROPYLAEUM.188.250. Consultado el 18 de febrero de 2023.
2. ↑  Lavin, Irving (31 de diciembre de 2012). «The Colonna Santa, the Lizard, and Apollo». Bernini at Saint Peter's - The Pilgrimage (en inglés). ISD LLC. pp. 117-124. ISBN 978-1-915837-08-0. Consultado el 18 de febrero de 2023.
3. ↑  Rice, Louise (1998). The Altars and Altarpieces of New St. Peter's: Outfitting the Basilica, 1621-1666 (en inglés). Cambridge University Press. pp. 184-185. ISBN 978-0-521-55470-1. Wikidata Q116764361. Consultado el 18 de febrero de 2023.